# Maria von Wedemeyer
Maria Friederike von Wedemeyer (* 23. April 1924 in Pätzig, Landkreis Königsberg (Neumark); † 16. November 1977 in Boston), ab 1949 verheiratete Maria Schniewind (geschieden 1959), ab 1959 verheiratete Maria Weller (geschieden 1965), war eine deutsche Informatikerin und Managerin, die heute vor allem als Verlobte des evangelischen Theologen und Widerstandskämpfers gegen den Nationalsozialismus Dietrich Bonhoeffer bekannt ist.

## Leben und Wirken

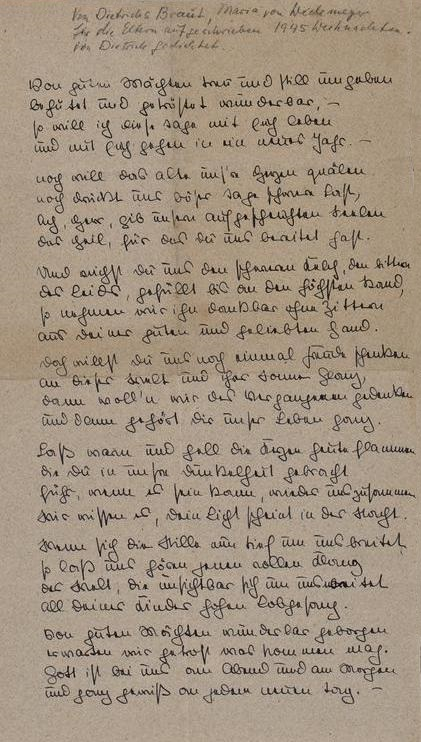
Maria von Wedemeyers Abschrift von Dietrich Bonhoeffers Gedicht Von guten Mächten

Maria Friederike von Wedemeyer wurde 1924 als Tochter des neumärkischen Großgrundbesitzers Hans von Wedemeyer-Pätzig und dessen Ehefrau Ruth, geborene von Kleist, geboren. Ihre Großmutter mütterlicherseits war Ruth von Kleist-Retzow, bei der sie Dietrich Bonhoeffer begegnete. Weitere Verwandte entstammten preußischen Adelsgeschlechtern, darunter der Familie von Bismarck.
Wedemeyer wuchs auf dem Gut ihrer Eltern in Pätzig in der Neumark auf. Sie verlobte sich am 13. Januar 1943 mit dem 18 Jahre älteren Theologen Dietrich Bonhoeffer, bei dem ihr älterer Bruder schon Konfirmandenunterricht gehabt hatte. Ihr selbst war dieser nach Prüfung durch Bonhoeffer wegen „Unreife“ verweigert worden. Kurz nach der Verlobung wurde Bonhoeffer am 5. April 1943 verhaftet.
Sie erlag 1977 im Alter von 53 Jahren im Massachusetts General Hospital, Boston, einer Krebserkrankung.
Die Urne mit der Asche von Maria von Wedemeyer wurde im Familiengrab der Wedemeyers in Gernsbach beigesetzt, wo seit September 2009 eine Gedenktafel des Bildhauers Andreas Helmling an der Friedhofskapelle an sie erinnert.

### Beruflicher Werdegang
Nach dem Zweiten Weltkrieg studierte Wedemeyer in Göttingen und ab 1948 am Bryn Mawr College bei Philadelphia/USA Mathematik. Dort schloss sie ihr Studium 1950 mit einem Master of Arts ab. Sie arbeitete zunächst als Statistikerin, dann in der Computerbranche bei Remington Rand Univac in Philadelphia und später bei Honeywell in Boston, wo sie jeweils in leitende Funktionen aufstieg. 1974 hielt sie bei der Konferenz der Association for Computing Machinery einen Vortrag über Decompiler-Entwicklung.

### Persönliches
1949 heiratete sie Paul-Werner Schniewind (geb. 1923), einen Sohn des Theologen Julius Schniewind. Die Ehe, der zwei Söhne entstammten, wurde 1959 geschieden. Die 1959 mit dem amerikanischen Fabrikanten Barton Weller eingegangene Ehe wurde 1965 geschieden.

## Bekanntheit
Einer breiten Öffentlichkeit wurde Wedemeyer bekannt, als 15 Jahre nach ihrem Tod der Briefwechsel, den sie mit ihrem inhaftierten Verlobten geführt hatte, von ihrer älteren Schwester Ruth-Alice von Bismarck (Ehefrau Klaus von Bismarcks) veröffentlicht wurde. Eine Auswahl in englischer Sprache hatte Wedemeyer bereits 1967 unter dem Titel The other letters from prison in der amerikanischen theologischen Zeitschrift des Union Theological Seminary publiziert.
Die in ihrem Besitz befindlichen Briefe und Manuskripte (Von guten Mächten treu und still umgeben, Jona, Der Tod des Mose, Vergangenheit) Bonhoeffers hatte sie 1966 der Houghton Library der Harvard University übergeben, wo ihre Nutzung bis 2002 Beschränkungen unterlag.

## Werke
- Maria von Wedemeyer-Weller: The other letters from prison. In: Union Seminary Quarterly Review 23 (1967), S. 23–29

auch in: Peter Vorkink (Hrsg.): Bonhoeffer in a World Come of Age. Philadelphia: Fortress 1968, S. 103–113
und als Appendix in: Dietrich Bonhoeffer: Letters and Papers from Prison. 4. Auflage 1971, S. 411–419
- Maria F. Weller: A pragmatic look at decompilers. In: Proceedings of the 1974 annual ACM conference. Band 2, S. 753